# Pałacyk Śleszyńskich w Warszawie
Pałacyk Śleszyńskich – pałac znajdujący się w Alejach Ujazdowskich 25 w Warszawie.

## Historia
Pałac został wybudowany w 1826 według projektu Antonia Corazziego dla kapitana batalionu saperów Stanisława Śleszyńskiego i jego żony Gertrudy Emilii z Jakubowskich. Śleszyński był również dzierżawcą i pomysłodawcą pobliskiej Doliny Szwajcarskiej.
Nieruchomość należała do rodziny Śleszyńskich do 1852. W 1840 mieścił się w nim konsulat Wielkiej Brytanii. Później budynek należał m.in. do Lesserów, Potockich i Kirchmajerów.
Najbardziej charakterystycznym elementem dwukondygnacyjnego, pięcioosiowego budynku jest monumentalny portyk, zwieńczony frontonem. 
Budynek został zniszczony podczas II wojny światowej. Został odbudowany w 1947–1948 według projektu Heleny i Szymona Syrkusów. W 1965 został wpisany do rejestru zabytków.
Nieruchomość połączono z sąsiadującą posesją przy Al. Ujazdowskich 23 (willa Gawrońskich) z przeznaczeniem dla ambasady Jugosławii. Następnie mieściła się w nim ambasada Serbii.